# Lars Billing (radiolog)
Lars Billing, född 15 juli 1913 i Stockholm, död 30 april 2012 i Göteborg, var en svensk radiolog. 
Billing, som var son till aktuarie Jacques Billing och Annie Söderbaum, avlade studentexamen i Stockholm 1931, blev medicine kandidat vid Uppsala universitet 1934, medicine licentiat vid Karolinska Institutet i Stockholm 1939 och medicine doktor vid Göteborgs medicinska högskola 1954. Han var underläkare på Gällivare lasarett 1939, vid kirurgiska avdelningen på Stocksunds lasarett 1939–1940, vid röntgendiagnostiska avdelningen på Karolinska sjukhuset 1940–1946, vid Gustaf V:s jubileumsklinik 1946–1947, vid röntgenavdelningen på Falu lasarett 1947–1949, biträdande lasarettsläkare där 1948–1949, biträdande överläkare vid röntgenavdelningen på Sahlgrenska sjukhuset 1949–1955, tillförordnad överläkare vid röntgenavdelningen på Ekmanska sjukhuset 1955–1959 och överläkare där från 1959. Han var konsulterande röntgenläkare vid Göteborgs ortopediska klinik 1952–1959. Han författade skrifter i röntgendiagnostik. Billing är begravd på Gamla kyrkogården i Malmö.